# Pierre Edmond Martin

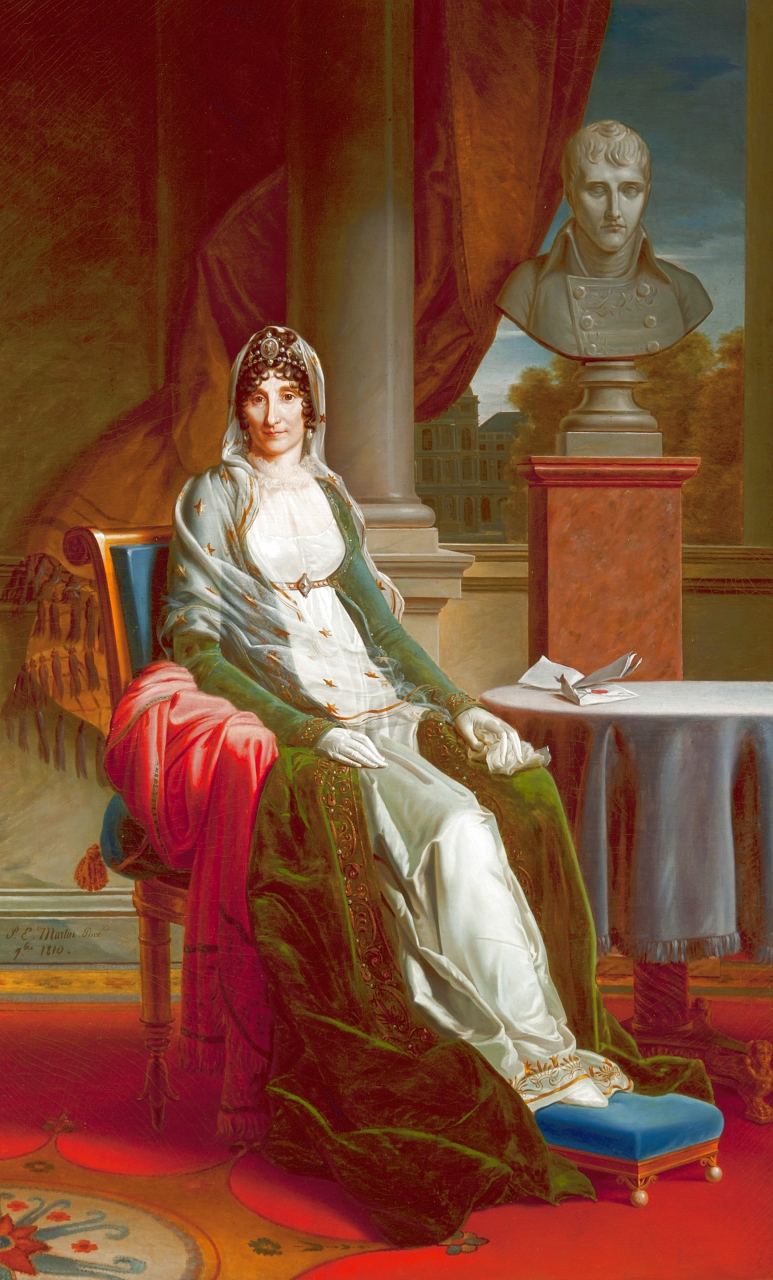
Pierre-Edmond Martin nach dem Original (1804) von François Gérard: Portrait der Maria Letizia Ramolino genannt Madame Mère, Öl auf Leinwand, signiert und datiert "Pierre-Edmond Martin, septembre 1810", Palast von Caserta.

Pierre Edmond Martin (* 1783 in La Rochelle; † im 19. Jahrhundert) war ein französischer Maler und Restaurator.
Martin war in Paris Schüler von Vincent. Später hielt er sich vier Jahre in Rom auf und arbeitete darauf – wieder in Paris – als Maler. Vornehmlich restaurierte Martin Gemälde aus der Galerie des Herzogs von Bordeaux im Élysée-Palast, des Herzogs von Blacas, des Marquis de Bruc, der Grafen von Brissac und der Barone La Châtre.